# It's My Life (The Animals)
It's My Life (lett. "È la mia vita") è un brano musicale scritto da Roger Atkins e Carl D'Errico e pubblicato come singolo nel 1965 dal gruppo musicale inglese The Animals.

## Cover
Il gruppo veneto Gli Uragani nel 1966 ne ha inciso una cover in italiano dal titolo Questa è la mia vita.

## Tracce
- 7"

1. It's My Life
2. I'm Going to Change the World

## Classifiche
| Classifica (1965-66) | Posizione raggiunta |
| -------------------- | ------------------- |
| Regno Unito          | 7                   |
| Stati Uniti          | 23                  |